# 陈祖煜
陈祖煜 （1942年2月13日—），男，原籍浙江镇海，生于重庆，中国水利学家、土木工程专家，中国科学院院士。

## 生平
1960年，毕业于上海向明中学。1966年，毕业于清华大学。1979年，作为中国改革开放后第一批访问学者赴加拿大Alberta大学学习，师从著名水力学家摩根斯坦。1991年，获清华大学博士学位。任中国水利水电科学研究院高级工程师，中国土木工程学会土力学及岩土工程分会副理事长，清华大学、山东大学兼职教授。